# Speedbird
Speedbird — стилізований символ птаха в польоті, створений у 1932 році художником Теєром Лі-Еліотом як логотип компанії Imperial Airways. Цей дизайн став класикою і використовувався авіакомпанією та її наступниками — British Overseas Airways Corporation (BOAC) та British Airways — протягом 52 років. Навіть сьогодні «Speedbird» є позивним British Airways.

## Історія

#### Imperial Airways[2]
Логотип Speedbird був розроблений у 1932 році для Imperial Airways Теєром Лі-Еліотом за участі рекламного агентства Stuart Advertising Agency. Остаточний варіант у вигляді рельєфу створила скульпторка Барбара Гепворт. Спочатку емблему використовували на рекламних плакатах і багажних бирках. Пізніше її розміщували на носах літаків компанії, наприклад, у 1938 році на гідропланах Short Empire S.30.

#### BOAC
З утворенням British Overseas Airways Corporation (BOAC) у 1939 році логотип зберігся, його використовували навіть під час Другої світової війни, незважаючи на військове камуфляжне забарвлення літаків.
З 1950 року логотип отримав більше визнання — його розміщували на хвостових стабілізаторах літаків, автобусах для перевезення пасажирів тощо. Під час запровадження позивних для авіакомпаній BOAC обрав назву «Speedbird», посилаючись на свій логотип.
У 1960-х роках емблему трохи змінили: вона стала тоншою, а «крила» — більшими. На хвостах літаків вона мала золотий колір на темно-синьому фоні, а в інших випадках використовували комбінацію білого та блакитного.

#### British Airways
Після злиття BOAC із British European Airways у 1974 році, яке утворило British Airways, логотип «Speedbird» залишився, але повернувся на носову частину літаків. Водночас на хвостах з'явився дизайн із британським прапором.
Емблема використовувалася до грудня 1984 року, коли її замінили на новий символ Speedwing. У 1997 році Speedwing поступився місцем логотипу Speedmarque, який використовується сьогодні.
У 2019 році емблема Speedbird тимчасово повернулася в рамках святкування сторіччя British Airways. На честь цієї події Boeing 747—400 отримав ретро-розфарбування в стилі BOAC.

## Дизайн та значення
Емблема, створена Теєром Лі-Еліотом, відображає птаха в польоті. Її мінімалістичний та сучасний стиль робить дизайн впізнаваним навіть сьогодні. Лі-Еліот зазнав впливу вортицизму, зокрема робіт Едварда Макнайта Кауффера, який у 1918 році створив плакат із подібними формами для газети Daily Herald.